# Peter Foster
Peter Foster (* 27. Juli 1960) ist ein ehemaliger australischer Kanute.

## Erfolge
Peter Foster nahm 1988 an den Olympischen Spielen in Seoul im Zweier-Kajak mit Kelvin Graham in zwei Wettbewerben teil. Über 500 Meter mussten sie nach einem fünften Rang im Vorlauf in die Hoffnungsläufe, konnten ihren aber gewinnen. Nach einem vierten Platz in ihrem Halbfinallauf schieden sie jedoch letztlich aus. Erfolgreicher verlief der Wettkampf auf der 1000-Meter-Strecke. Nach zweiten Plätzen im Vorlauf und dem Halbfinale qualifizierten sie sich für den Endlauf, den sie nach 3:33,76 Minuten auf dem dritten Platz beendeten. Nur die siegreichen US-Amerikaner Gregory Barton und Norman Bellingham sowie Ian Ferguson und Paul MacDonald aus Neuseeland waren noch schneller gewesen.
Sein Vater Jake Foster vertrat Australien 1952 und 1956 bei Olympischen Spielen im Wasserball. Seine ältere Schwester Margot Foster ging 1984 bei der olympischen Ruderregatta in Los Angeles an den Start.